# 近鉄19200系電車
近鉄19200系電車（きんてつ19200けいでんしゃ）は、近畿日本鉄道が2022年に導入した観光特急用車両の形式である。汎用特急車であった12200系「新スナックカー」からの改造車で、大阪 - 奈良 - 京都間の観光特急「あをによし」専用車として投入された。

## 概要
2021年10月8日、京都 - 奈良 - 大阪難波を結ぶ観光特急「あをによし」の新設に際し、12200系を改造の上、専用車両として投入することが発表された。
電算記号（編成番号）はSA01で、「Sightseeing」「Aoniyoshi」に由来する。

## 車両
改造されたのは落成直後の1975年にエリザベス2世・エディンバラ公夫妻や昭和天皇・香淳皇后が乗車した、4両編成の12256F（モ12256-サ12156-モ12056-ク12356）である。編成単位でこの観光特急「あをによし」専用車に改造され、形式は19200系に変更された。改造後はモ19201 - サ19351 - モ19251 - ク19301の編成を組む。
改造は車体内外に集中しており、走行機器などは12200系時代から変更はない。
車体色は奈良への観光特急という用途から、平安時代に紫色が高貴な色とされたことを意識し、紫檀メタリックと呼ばれる紫系の塗色に金の差し色、加えて側面には正倉院の宝物である螺鈿紫檀五絃琵琶の花柄をイメージしたラッピングを施した。前面は貫通路とそのカバー、方向幕が埋められ非貫通化され、方向幕の跡に東京オリンピック2020のメダルデザインを担当した川西純市がデザインした、鳳凰などの瑞鳥が花枝などを咥えた吉祥文様である花喰鳥をモチーフにしたエンブレムが取り付けられた。なお、側面の行先表示器は12200系時代からの幕式のものを使用している。
窓配置などについても、2号車となるモ19251は後述するサロンシート化・販売スペース設置にともない窓配置を変更し、山側に位置するサロンシート部分の窓寸法を1.2m×横2mに拡大。3号車となるサ19351はバリアフリー対応のため、洗面所を車いす対応に変更した他、乗降扉を引き戸化して移設・拡大した。
室内も観光特急仕様に全面変更された。座席は従来の鉄道座席製造業とは異なり、家具製造業メーカーに依頼し特注で製造したものを装備し、テーブルは景色が見えるように45度の三角型にし、1・3・4号車にツインシート（2名用。3号車は車いす対応のため一部スペースは座席がない）、2号車となるモ19251は、海側に通路を寄せてサロンシート（3 - 4名用）と軽食・飲料などを扱う販売カウンターを設けた。販売カウンターにはかつての「スナックカー」のロゴプレートも掲出されている。3・4号車には大型荷物置き場を備え、１号車は同様のスペースに奈良などに関連した書籍を備えたライブラリーを設置した。リラックスできる環境を目指したため、座席数は4両合計で84席で改造前の1/3程度となっている。

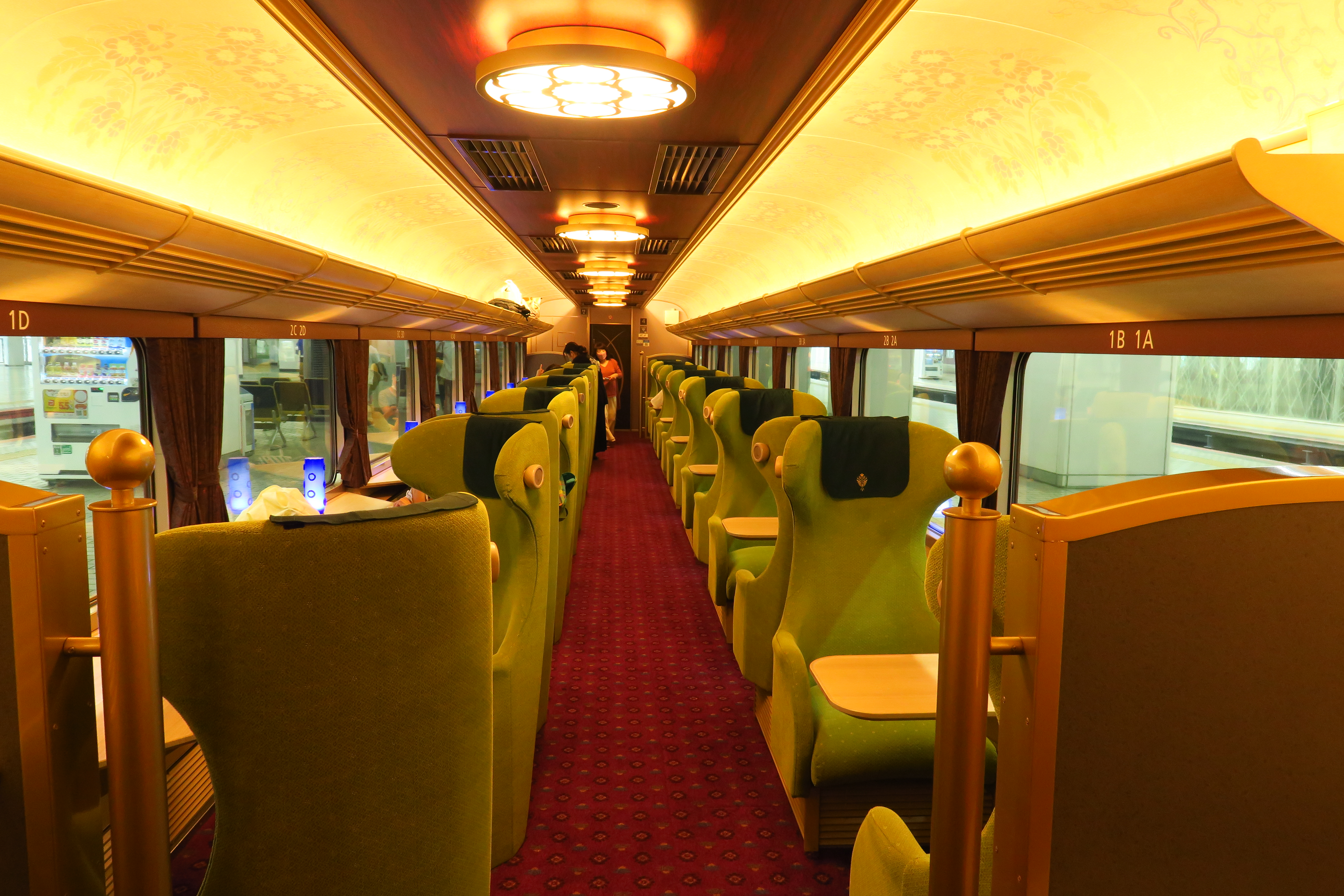
車内（4号車）
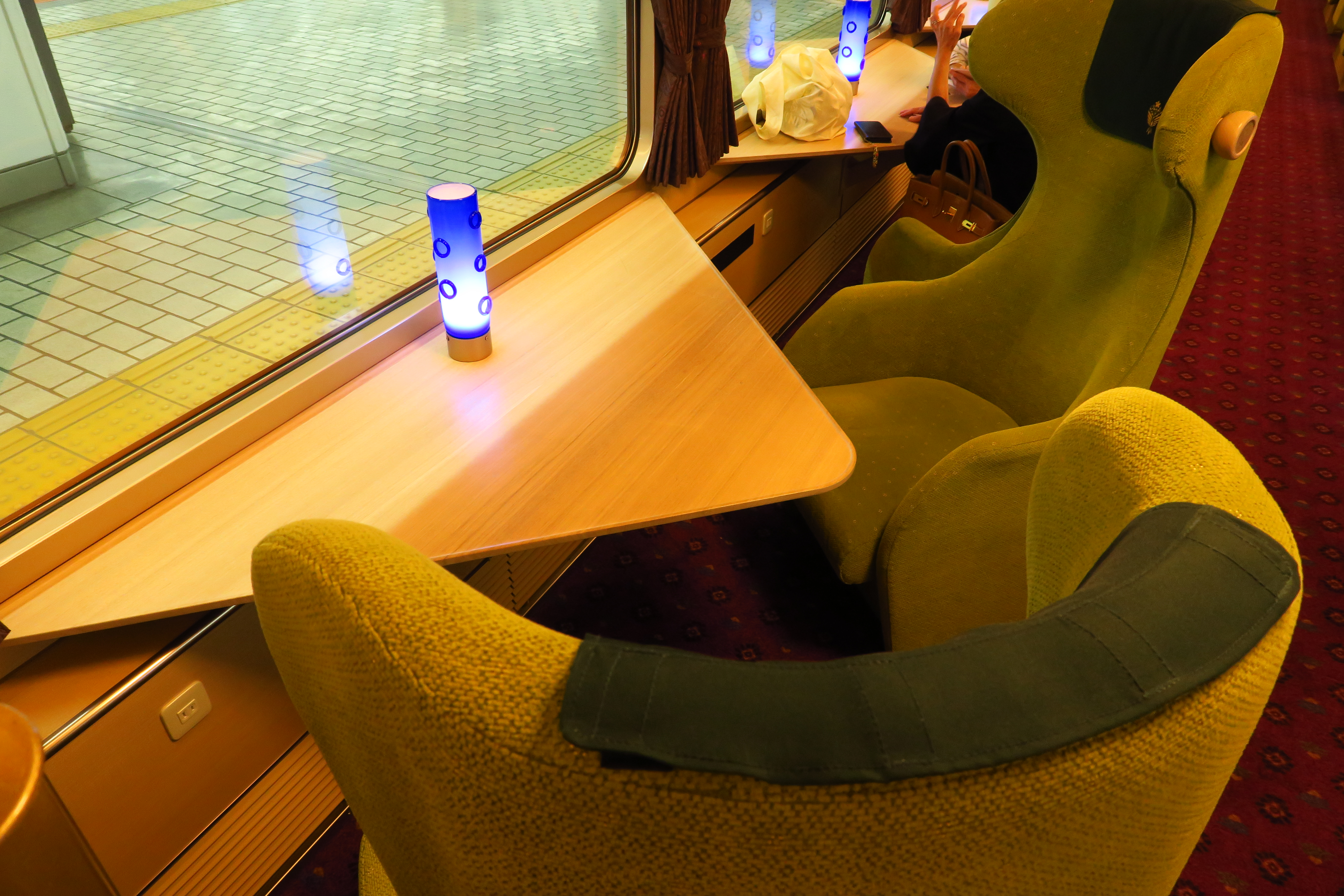
ツインシート
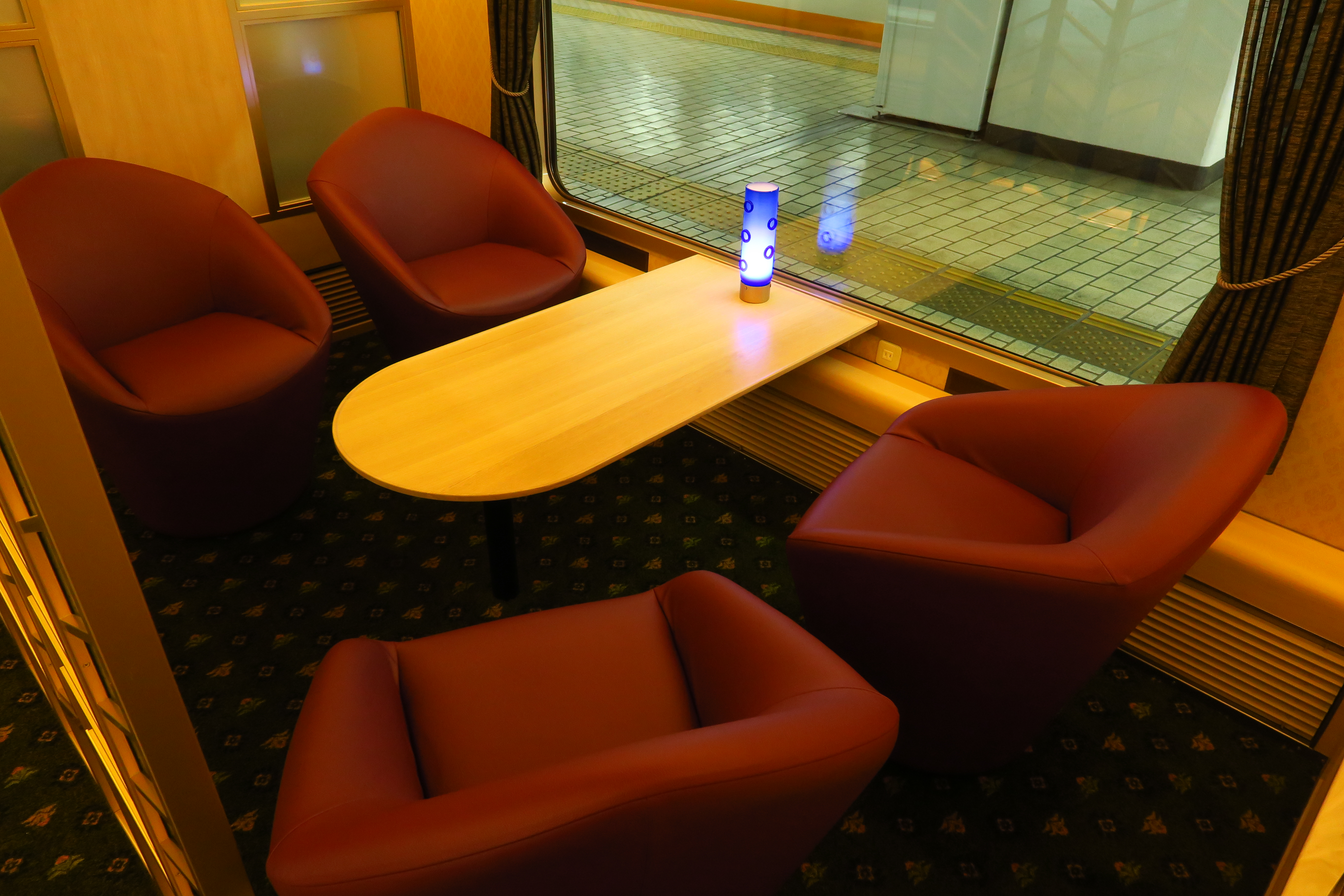
サロンシート
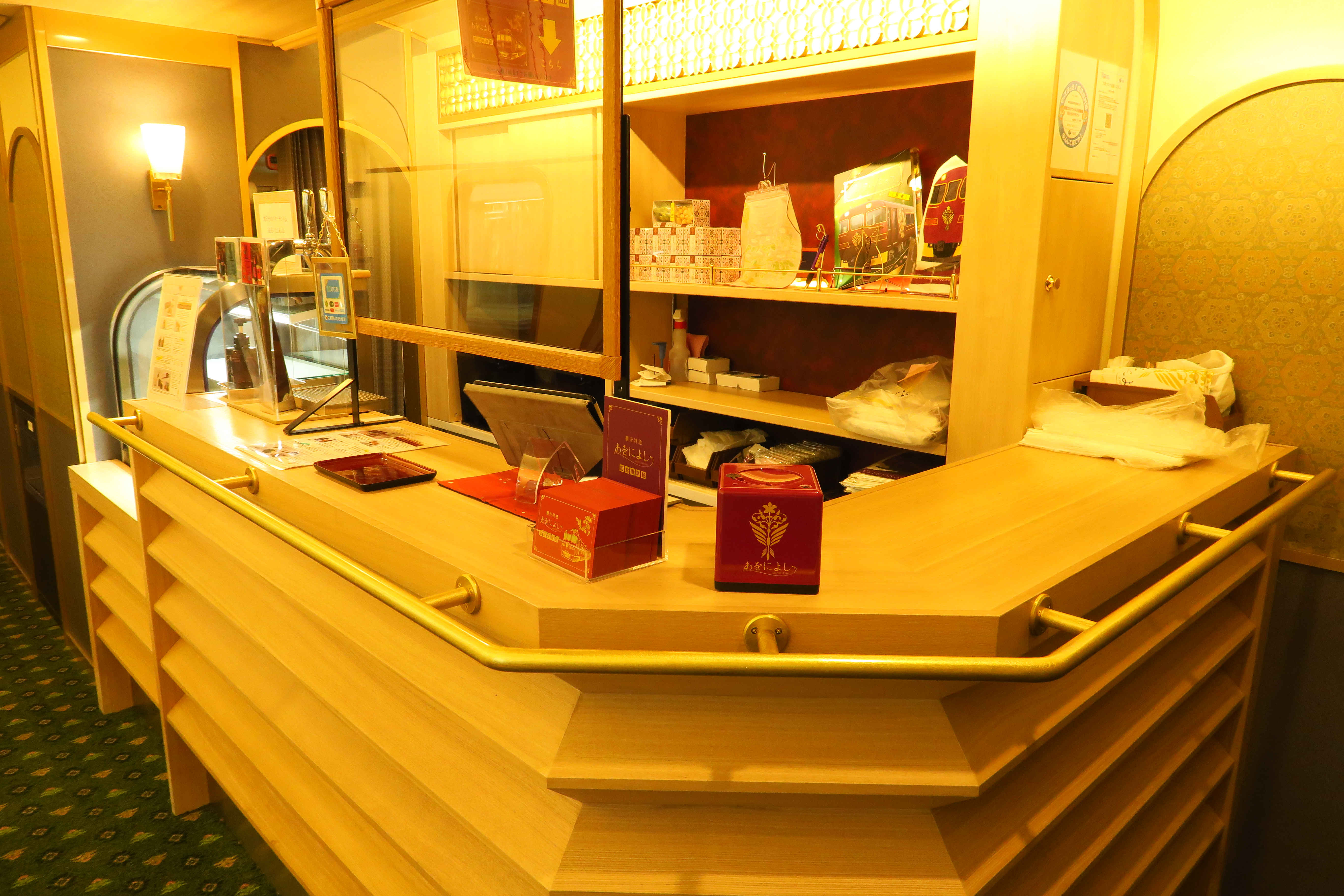
販売カウンター

## 沿革・運用
2022年4月29日に営業運転を開始し、大阪難波 - 近鉄奈良 - 京都間および京都 - 近鉄奈良間で運行されている。
営業運転前には2022年4月16日に試乗会、4月17日には撮影会が実施された。
木曜日を除く週6日運転（ただし春休み・夏休み・ゴールデンウィーク・年末年始時は毎日運転）で大阪難波 - 近鉄奈良 - 京都、朝1本・夕1本、京都 - 奈良、昼3往復（ただし、2022年12月の改正までは2往復）している。

## 編成
| 大阪・京都発着編成 | ← 大阪難波・京都奈良 →    | ← 大阪難波・京都奈良 →            | ← 大阪難波・京都奈良 →      | ← 大阪難波・京都奈良 →      | ← 大阪難波・京都奈良 → | ← 大阪難波・京都奈良 → | ← 大阪難波・京都奈良 → | ← 大阪難波・京都奈良 → | ← 大阪難波・京都奈良 → | ← 大阪難波・京都奈良 → |
| 形式               | モ19201形(Mc)             | サ19351形                         | モ19251形                   | ク19301形(Tc)               |                        |                        |                        |                        |                        |                        |
| 車両写真           |                           |                                   |                             |                             |                        |                        |                        |                        |                        |                        |
| 搭載機器           | ◇,CON,◇                   | MG, CP                            | ◇,CON,◇                     | MG, CP                      |                        |                        |                        |                        |                        |                        |
| 自重               |                           |                                   |                             |                             |                        |                        |                        |                        |                        |                        |
| 定員               | 28名                      | 20名                              | 12名                        | 24名                        |                        |                        |                        |                        |                        |                        |
| 車内設備           | ツインシート ライブラリー | ツインシート 多目的トイレ・洗面室 | サロンシート 販売カウンター | ツインシート 洗面室・トイレ |                        |                        |                        |                        |                        |                        |

- 搭載機器欄のCONは制御装置、MGは補助電源装置、CPは電動空気圧縮機、◇はパンタグラフ。
- 編成定員は84名。